# Polydrusus pilosus
Polydrusus pilosus är en skalbaggsart som beskrevs av Gredler 1866. Polydrusus pilosus ingår i släktet Polydrusus, och familjen vivlar. Arten är reproducerande i Sverige.